# Christian Dürckheim-Ketelhodt
Christian-Ulrich Hartwig Lütke Graf Eckbrecht von Dürckheim-Montmartin Freiherr von Ketelhodt (* 16. Februar 1944 in Bautzen) ist ein deutscher Unternehmer und Kunstsammler.

## Leben
Christian Dürckheim-Ketelhodt entstammt dem alten Adelsgeschlecht der Ketelhodt und ist Sohn des verstorbenen Gerd Freiherr von Ketelhodt und dessen erster Gemahlin Hildegard, geb. Gräfin Eckbrecht von Dürckheim-Montmartin. Seit 1963 ist Dürckheim-Ketelhodt Adoptivsohn des verstorbenen Majors der Reserve a. D. Hartwig Graf Eckbrecht von Dürckheim-Montmartin, auf Steckby in Anhalt, das ihm 1945 enteignet wurde.
Dürckheim-Ketelhodt erhielt am 4. September 1970 zu Marburg an der Lahn durch Beschluss des Ausschusses für adelsrechtliche Fragen eine adelsrechtliche Nichtbeanstandung als Graf Eckbrecht von Dürckheim-Montmartin Freiherr von Ketelhodt. Meist wird er kurz Graf (von) Dürckheim(-Ketelhodt) genannt.
Christian Dürckheim-Ketelhodts Familie floh bei Ende des Zweiten Weltkriegs nach Bayern. Er wuchs dort und in Niedersachsen auf und besuchte ein Internat. Nach einer Banklehre bei der Conrad Hinrich Donner Bank in Hamburg studierte er Betriebswirtschaft in Mannheim und München und arbeitete dann in einer eigenen Finanzberatung. Er hatte dreißig Jahre lang einen Sitz im Aufsichtsrat der Unternehmensgruppe Franz Haniel & Cie., mit den Gesellschaftern ist er familiär verbunden. Er war bei der Dom-Brauerei in Köln als Aufsichtsratsvorsitzender tätig.
1978 heiratete Graf Dürckheim-Ketelhodt Francesca, Tochter des Louis Graf Käroly von Nagy-Käroly.
Dürckheim-Ketelhodt war 2000 Mitgründer des Biotechnologieunternehmens Axiogenesis AG (jetzt Ncardia AG) und war bis April 2014 dessen Aufsichtsratsvorsitzender.
Graf Dürckheim sammelt seit der Zeit seiner Banklehre Werke von Malern der deutschen Gegenwartskunst und seit Mitte der 1990er Jahre auch von einzelnen Künstlern der Young British Artists. Seine Sammlung deutscher Kunst zwischen den 1960er und 1990er Jahren gilt als bedeutend. Sie enthält Werke u. a. von Baselitz, Immendorff, Lüpertz, Palermo und Penck. Teile der Sammlung wurden 2011 bei Sotheby’s versteigert.
Bilder aus seiner Sammlung werden nur selten in der Öffentlichkeit präsentiert. 2014 kamen neunzig Bilder aus Dürckheims Sammlung in eine Ausstellung im British Museum, 34 der Blätter hatte Dürckheim dem Museum geschenkt.

## Publikationen
- mit Dagmar Kunert: Hermann Nitsch: Meisterwerke aus der Duerckheim Collection. Ausstellungskatalog. Residenz Verlag, St. Pölten 2010